# Phạm Gia Khải
Phạm Gia Khải (sinh ngày 30 tháng 4 năm 1936) là Giáo sư, Tiến sĩ Y khoa, Nhà giáo nhân dân, Anh hùng Lao động người Việt Nam. Ông hiện là Chủ tịch Hội Tim mạch Việt Nam, từng là Viện trưởng Viện Tim mạch Việt Nam, Chủ tịch Hội đồng Bảo vệ và Chăm sóc sức khỏe Trung ương phía Bắc, Phó trưởng Ban Bảo vệ và Chăm sóc sức khỏe cán bộ Trung ương (từ 1 tháng 12 năm 2003 tới ngày 1 tháng 1 năm 2016). Ông là chuyên gia cao cấp về tim mạch ở Việt Nam.

## Tiểu sử
Phạm Gia Khải sinh ngày 30 tháng 4 năm 1936, quê quán ở thành phố Hà Nội.
Năm 1960, Phạm Gia Khải nhập học trường Đại học Y Hà Nội.
Năm 1966, Phạm Gia Khải tốt nghiệp khóa 2 Đại học Y Hà Nội. Ông được giữ lại trường làm việc và học chuyên sâu chuyên ngành tim mạch, là học trò của cố giáo sư Đặng Văn Chung.
Năm 1973, Phạm Gia Khải du học Hungary chuyên ngành mạch máu.
Năm 1984, ông có học vị Tiến sỹ ngành Tim mạch Nội khoa Lưu trữ ngày 28 tháng 3 năm 2023 tại Wayback Machine.
Năm 1990, ông được phong học hàm Giáo sư.
Năm 1991, ông là thành viên Hội Tim mạch Pháp.
Ông còn là Thành viên Hội Tim mạch Hoa Kỳ - FACC (2005), Hội Tim mạch Âu châu - FESC (2009), Hiệp hội Tim mạch Đông Nam Á (2007), và Chủ tịch Hiệp hội Tim mạch Đông Nam Á (2008-2010).
Ông từng là Trưởng Bộ môn Tim mạch, Đại học Y Hà Nội.
Ông có 48 năm giảng dạy trong ngành y.
Từ năm 1995 đến năm 2007, Phạm Gia Khải giữ chức vụ Viện trưởng Viện Tim mạch Việt Nam.
Từ năm 2004, ông là Chủ tịch Hội Tim mạch Việt Nam.
Ông từng là Giám đốc Viện tim Hà Nội.
Năm 2007, ông nghỉ hưu.
Sau khi về hưu ông là Chủ tịch hội đồng chuyên môn của ban Bảo vệ và Chăm sóc Sức khỏe Cán bộ Trung ương.
Ông là Chủ tịch Hội đồng Bảo vệ và Chăm sóc sức khỏe Trung ương phía Bắc, Phó trưởng Ban Bảo vệ và Chăm sóc sức khỏe cán bộ Trung ương từ 1 tháng 12 năm 2003 tới ngày 1 tháng 1 năm 2016.

## Gia đình
Ông đã kết hôn với bà Tỉnh.
Con gái đầu của ông bà tên là Phạm Tuyết Nga sinh năm 1969, Bác sĩ Bệnh viên Tim mạch Việt Nam, đã kết hôn với một bác sĩ Bệnh viện Việt Đức. Con gái thứ hai của ông là Phạm Thị Kiều Linh, sinh năm 1980, bác sĩ Bệnh viện Mắt trung ương.

## Công trình khoa học
Ông có hơn 70 công trình khoa học liên quan đến Siêu âm Chẩn đoán trong tim mạch và Tim mạch học can thiệp (interventional cardiology).
Các sách do ông viết gồm có Bệnh học nội, Điều trị học, Thực hành bệnh tim mạch,...

## Phong tặng
- Ông được Chủ tịch nước Việt Nam Nguyễn Minh Triết kí quyết định phong tặng Danh hiệu Anh hùng Lao động vào ngày 29 tháng 4 năm 2008 do có những đóng góp xuất sắc cho Y học từ năm 1998 đến năm 2007.[7]
- Giải thưởng Nhà nước (Việt Nam) về Khoa học và Công nghệ năm 2005
- Nhà giáo nhân dân[5]
- Danh hiệu "Công dân ưu tú của thủ đô"[5]
- Huân chương Lao động hạng nhất, nhì, ba.[5]

## Phát ngôn
- "Dân chúng rất muốn biết sức khỏe của lãnh đạo thế nào, nhưng ở Việt Nam thì có vẻ người ta không có chủ trương cho biết" (tháng 8 năm 2017, nói với BBC)[11]